# Lars Fleming (död 1562)

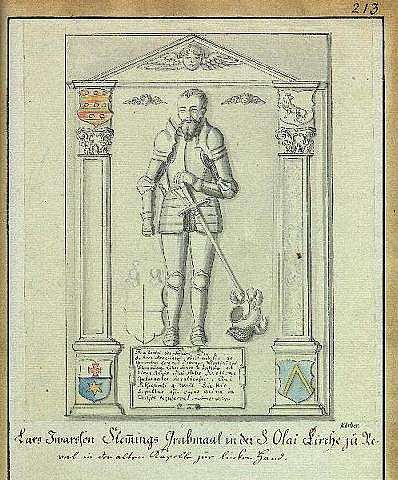
Teckning av Lars Flemings grav i Sankt Olavs kyrka i Reval.

Lars Fleming, död 27 februari 1562 i Reval, var ett svenskt riksråd, friherre, ståthållare i Reval, lagman i Söderfinne lagsaga. Han var son till Ivar Fleming och gift med Brita Larsdotter (Tre Rosor).

## Biografi
Lars Fleming var anställd vid Gustav Vasas hov 1547–1549 och även tidvis därefter. 1553 sändes han på diplomatiskt uppdrag till Köpenhamn. Fleming ingick 1554 i slottsbefälet på Stockholms slott och deltog 1555 i förhandlingar med Tyska orden i Åbo. Han var 1555–1556 svenskt sändebud i Reval. Därefter utsågs han 1556 till amiral över flottan i de revalska vattnen men ställdes kort därefter i hertig Johans tjänst och blev häradshövding på Åland. Lars Fleming valdes 1558 ut för att gå i hertig Eriks tjänst och var 1559 slottsloven på Stockholms slott. 
Tillsammans med Jakob Bagge var han amiral för den flotta som förde hertig Johan till England, och blev vid sin återkomst befälhavare på Kalmar slott samt 1561 åter slottloven på Stockholms slott. Samma år blev han även lagman i Söderfinne lagsaga och efter Eriks trontillträde riksråd, friherre, överste kammarråd och utsågs i oktober 1561 till ståthållare på Revals slott och guvernör över Estland.